# Панчук Альона Павлівна
Альо́на Па́влівна Панчу́к (позивний — Джейн; нар. листопад 1992) — українська військовослужбовиця, сержант 4 БрОП Національної гвардії України, учасниця російсько-української війни.

## Життєпис
Альна Панчук народилася в листопаді 1992 року.
З 2014 року почала займатися волонтерством, допомагала військовикам. У 2019 році підписала контракт з 4-ю бригадою оперативного призначення імені Героя України сержанта Сергія Михальчука Національної гвардії України. 
Командирка відділення бригади швидкого реагування на фронті. У ході повномасштабного російського вторгнення 2022 року сержантка Альна Панчук разом зі своїм підрозділом тримала оборону міст Сєвєродонецьк та Рубіжне, уміло керувала діями особового складу в боях з регулярними військами рф та з підрозділами кадирівців. У ході одного з боїв під гранатометним обстрілом врятувала життя двом своїм підлеглим.

## Нагороди
- орден «За мужність» III ступеня (5 травня 2022) — за особисту мужність і самовіддані дії, виявлені у захисті державного суверенітету та територіальної цілісності України, вірність військовій присязі[1].

## Військові звання
- сержант;
- молодший сержант.